# Delhi (Nova York)
Delhi és una població dels Estats Units a l'estat de Nova York. Segons el cens del 2000 tenia 2.583 habitants.

## Demografia
Segons el cens del 2000, Delhi tenia 2.583 habitants, 714 habitatges, i 404 famílies. La densitat de població era de 313,6 habitants/km².
Dels 714 habitatges en un 25,2% hi vivien nens de menys de 18 anys, en un 41,5% hi vivien parelles casades, en un 12,2% dones solteres, i en un 43,3% no eren unitats familiars. En el 34% dels habitatges hi vivien persones soles el 16,1% de les quals corresponia a persones de 65 anys o més que vivien soles. El nombre mitjà de persones vivint en cada habitatge era de 2,2 i el nombre mitjà de persones que vivien en cada família era de 2,81.
Per edats la població es repartia de la següent manera: un 13,2% tenia menys de 18 anys, un 44,7% entre 18 i 24, un 14,8% entre 25 i 44, un 15,3% de 45 a 60 i un 12% 65 anys o més.
L'edat mediana era de 21 anys. Per cada 100 dones de 18 o més anys hi havia 103,5 homes.
La renda mediana per habitatge era de 32.708 $ i la renda mediana per família de 42.692 $. Els homes tenien una renda mediana de 27.109 $ mentre que les dones 21.800 $. La renda per capita de la població era de 13.421 $. Entorn del 8,1% de les famílies i el 14,1% de la població estaven per davall del llindar de pobresa.